# 2024年世界水泳選手権シリア選手団
2024年世界水泳選手権シリア選手団は、2024年2月2日から2月18日までカタールのドーハで開催された第21回世界水泳選手権のシリア選手団、およびその競技結果。

## 選手団
- 人員: 選手 3人

## 選手名簿・結果
| 選手               | 種目                 | 予選      | 予選 | 準決勝   | 準決勝   | 決勝     | 決勝     |
| 選手               | 種目                 | 結果      | 順位 | 結果     | 順位     | 結果     | 順位     |
| ------------------ | -------------------- | --------- | ---- | -------- | -------- | -------- | -------- |
| オサマ・トラブルシ | 男子100m自由形       | 54秒49    | 82位 | 予選敗退 | 予選敗退 | 予選敗退 | 予選敗退 |
| オサマ・トラブルシ | 男子100m平泳ぎ       | 1分08秒62 | 65位 | 予選敗退 | 予選敗退 | 予選敗退 | 予選敗退 |
| オマール・アッバス | 男子200m自由形       | 1分54秒28 | 50位 | 予選敗退 | 予選敗退 | 予選敗退 | 予選敗退 |
| オマール・アッバス | 男子400m自由形       | 4分03秒21 | 41位 | -        | -        | 予選敗退 | 予選敗退 |
| イナナ・ソールマン | 女子200mバタフライ   | 2分23秒21 | 23位 | 予選敗退 | 予選敗退 | 予選敗退 | 予選敗退 |
| イナナ・ソールマン | 女子200m個人メドレー | 2分27秒15 | 23位 | 予選敗退 | 予選敗退 | 予選敗退 | 予選敗退 |